# Останкино (платформа)
Оста́нкино — остановочный пункт главного хода Октябрьской железной дороги (Ленинградского направления) в Москве.
Платформа названа по селу Останкину, вошедшему в состав Москвы в конце XIX века.
Рядом находится Останкинское кладбище, несколько восточнее — Останкинская телебашня.

## Описание
На остановочном пункте три высоких пассажирских платформы для пригородных поездов:
- № 1 (I путь) — северо-восточная боковая платформа, электропоезда в сторону Москвы-Пасс., на платформе работает билетная касса.
- № 2 (II и IV пути) — островная платформа, электропоезда от Москвы-Пасс.
- № 3 (III путь) — юго-западная боковая платформа, остановка электропоездов к Москве в случае временных изменений. В 2015 году на платформе открыта вторая касса.

Все платформы соединены подземным переходом. Платформы огорожены высоким забором, с мая 2015 года оборудованы турникетами.
На данном участке линии используется левостороннее движение пригородных электропоездов (I, II пути), но правостороннее для главного хода поездов дальнего следования и экспрессов (III, IV пути). На участке между остановочными пунктами Петровско-Разумовская и Останкино I путь по эстакаде пересекает остальные пути, меняя своё расположение так, что далее от вокзала пригородное движение идёт по бокам от III, IV путей с полностью правосторонним движением. При дальнейшем движении в сторону к вокзалу I и II пути дистанцируются от других путей, огибая станции Николаевка и Москва-Пасс., попадая на обособленные платформы № 1 и 2 остановочного пункта Рижская, и присоединяются к основному ходу лишь совсем неподалёку от вокзала.
У платформ пути № I, II находятся в границах станции Москва-Товарная (входной сигнал по II пути у северного края островной платформа, по I пути ещё северо-западнее ближе к путепроводу монорельса). Пути № III, IV являются перегоном к Ховрино (входные находятся у юго-восточного края платформ).

## История
До постройки четвёртого главного пути на платформе работали три пути, также было три платформы (см. фото), все три являлись перегоном. С постройкой нового пути платформы были перестроены. Новая платформа № 1 открыта после реконструкции и перестыковки путей 20 апреля 2013 года.

## Общественный транспорт

### Метро и монорельс
К северу от платформы железнодорожные пути пересекает закрытая линия монорельса, ближайшая станция — «Телецентр» (550 м).
16 сентября 2016 года вблизи платформы, на пересечении улицы Руставели и Огородного проезда, открылась станция метро «Бутырская» Люблинско-Дмитровской линии Московского метрополитена.

### Наземный общественный транспорт
С восточной стороны платформы располагается конечная остановка двух автобусных маршрутов.
На этой станции можно пересесть на следующие маршруты городского пассажирского транспорта:
- Автобусы: 76, 311, 522, 561, с585